# 560-569
De jaren 560-569 (van de christelijke jaartelling) zijn een decennium in de 6e eeuw.

## Meerjarige gebeurtenissen
- 561 : Chlotharius I, alleenheerser van het Frankische Rijk sinds 558, sterft. Het rijk wordt onder zijn vier zonen verdeeld.
- 562 : Het verdrag van Dara maakt een einde aan de Lazische Oorlog.
- 565 : Keizer Justinianus I van het Byzantijnse Rijk sterft en wordt opgevolgd door Justinus II.
- De Visigotische prinses Galswintha en de Neustrische koning Chilperic I treden in 567 in Rouen in het huwelijk, maar al in 568 wordt Galswintha op instigatie van Chilperics minnares Fredegonde

```
vermoord. Deze laatste wordt vervolgens de derde vrouw van Chilperic.
```

- 567 : Een coalitie van Longobarden en Avaren verslaat de laatste koning van de Gepiden, Cunimund. Het Gepidenrijk wordt vervangen door het Avaarse Rijk.
- 568 : Onder druk van de Avaren verlaten de Longobarden de Balkan, trekken de Alpen over, vallen Italië binnen en stichten het Longobardische Rijk.

## Godsdienst
- 565 : De Ierse monnik Columba sticht het klooster van Iona.

## Heersers

### Europa
- Beieren: Garibald I (ca. 548-595)
- Byzantijnse Rijk: Justinianus I (527-565), Justinus II (565-578)
- Engeland en Wales
  - Bernicia: Glappa (559-560), Adda (560-568), Æthelric (568-572)
  - Deira: Aelle (559-589)
  - Essex: Æscwine (ca. 527-587)
  - Gwynedd: Rhun ap Maelgwn (ca. 547-580)
  - Kent: Eormenric (540-590)
  - Mercia: Cnebba (501-566), Cynewald (566-584)
  - Wessex: Cynric (554-560), Ceawlin (560-592)
- Franken: Chlotharius I (511-561)
  - Neustrië: Chilperic I (Soissons, 561-584), Charibert I (Parijs, 561-567)
  - Austrasië: Sigibert I (561-575)
  - Bourgondië: Gontram (561-592)
- Gepiden: Cunimund (560-567)
- Longobarden: Audoin (546-565), Alboin (565-572)
- Sueben: Ariamir (558/559-561/566), Theodemar (561/566-570)
- Visigoten: Athanagild (554-567), Leovigild (567-586)
  - Septimanië: Liuva I (567-572)

### Azië
- Chalukya (India): Pulakesin I (543-566), Kirtivarman I (566-597)
- China
  - Noordelijke Qi: Beiqi Xiaozhaodi (560-561), Beiqi Wuchengdi (561-565), Gao Wei (565-577)
  - Noordelijke Zhou: Zhou Mingdi (557-560), Zhou Wudi (561-578)
  - Westelijke Liang: Liang Xuandi (555-562), Liang Xiaomingdi (562-585)
  - Chen: Chen Wendi (559-566), Chen Feidi (566-568), Chen Xuandi (569-582)
- Göktürken: Mukan Khan (553-572)
  - Westelijk deel: Istämi (557-576)
- Iberië: Bakoer III (547-580)
- Japan: Kimmei (539-571)
- Korea
  - Koguryo: Pyongwon (559-590)
  - Paekche: Wideok (554-598)
  - Silla: Jinheung (540-576)
- Perzië (Sassaniden): Khusro I (531-579)
- Vietnam (Ly-dynastie): Triệu Việt Vương (549-571)

### Religie
- paus: Pelagius I (556-561), Johannes III (561-574)
- patriarch van Alexandrië (Grieks): Apollinarius (551-569), Johannes IV (569-579)
- patriarch van Alexandrië (Koptisch): Theodosius I (535-567), Doroteüs (567-569), Damianus (569-605)
- patriarch van Antiochië (Grieks): Domnus III (546-561), Anastasius I (561-571)
- patriarch van Antiochië (Syrisch): Paulus II (550-575)
- patriarch van Constantinopel: Eutychius (552-565), Johannes III Scholasticus (565-577)
- patriarch van Jeruzalem: Eustochius (552-564), Macarius II (564-575)

<< · 560 · 561 · 562 · 563 · 564 · 565 · 566 · 567 · 568 · 569 · >>
<< · 500-509 · 510-519 · 520-529 · 530-539 · 540-549 · 550-559 · 560-569 · 570-579 · 580-589 · 590-599 · >>